# 대수적 수체
대수적 수론에서 대수적 수체(代數的數體, 영어: algebraic number field), 줄여서 수체(數體, 영어: number field)는 유리수체 {\displaystyle \mathbb {Q} }의 유한 확대이다. 즉, 유리수체에, 어떤 유리수 계수 다항식의 근으로 적을 수 있는 유한 개의 원소들을 첨가하여 얻는 체이다.

## 정의
대수적 수체 {\displaystyle K}는 유리수체 {\displaystyle \mathbb {Q} }의 유한 확대이다. 이는 대역체의 한 종류이다.

### 자리
오스트롭스키 정리(Островский定理, 영어: Ostrowski’s theorem)에 따르면, 수체 {\displaystyle K} 위의 자명하지 않은 자리들은 다음과 같다.
- 실수로의 매장 {\displaystyle \iota \colon K\hookrightarrow \mathbb {R} }에 대하여, {\displaystyle |\cdot |_{\iota }=|\cdot |_{\mathbb {R} }\circ \iota }. 여기서 {\displaystyle |\cdot |_{\mathbb {R} }}는 실수 위의 표준 절댓값이다. 이 절댓값과 동치인 자리를 실수 무한 자리(實數無限-, 영어: real infinite place)라고 한다.
- 복소수로의 매장 {\displaystyle \iota \colon K\hookrightarrow \mathbb {R} }에 대하여 ({\displaystyle \iota (K)\not \subset \mathbb {R} }), {\displaystyle |\cdot |_{\iota }=|\cdot |_{\mathbb {C} }\circ \iota }. 여기서 {\displaystyle |\cdot |_{\mathbb {C} }}는 복소수 위의 표준 절댓값이다. 이 경우, {\displaystyle \iota }와 {\displaystyle {\bar {\iota }}}는 같은 절댓값을 정의한다. 이 절댓값과 동치인 자리를 복소수 무한 자리(複素數無限-, 영어: complex infinite place)라고 한다.
- 대수적 정수환 {\displaystyle {\mathcal {O}}_{K}}의 소 아이디얼 {\displaystyle {\mathfrak {p}}}에 대하여, {\displaystyle {\mathfrak {p}}}진 절댓값의 자리. 이를 유한 자리(有限-, 영어: finite place)라고 한다. 무한 자리와 마찬가지로, 이들은 p진수체의 대수적 폐포 {\displaystyle {\bar {\mathbb {Q} }}_{p}}로의 매장과 대응한다. 즉, {\displaystyle {\mathfrak {p}}\mid (p)}라면, {\displaystyle {\mathfrak {p}}}진 자리는 매장 {\displaystyle K\hookrightarrow {\bar {\mathbb {Q} }}_{p}}을 정의하며, 절대 갈루아 군 {\displaystyle \operatorname {Gal} ({\bar {\mathbb {Q} }}_{p}/\mathbb {Q} _{p})}의 작용에 의하여 관련되는 매장들은 같은 위치를 정의한다.

예를 들어, 유리수체의 자리의 목록은 다음과 같다.
- 자명 자리 {\displaystyle |\cdot |_{0}}
- 소수 {\displaystyle p}에 대하여, {\displaystyle p}진 자리 {\displaystyle |\cdot |_{p}}
- 하나의 실 무한 자리 {\displaystyle |\cdot |_{\infty }}

수체 {\displaystyle K}에서, 실수 자리의 수를 {\displaystyle r_{1}}, 복소수 자리의 수를 {\displaystyle r_{2}}라고 한다. 이 경우, 다음이 성립한다.
{\displaystyle [K:\mathbb {Q} ]=r_{1}+2r_{2}}
이는 {\displaystyle K}에서 복소수체로 가는 체의 확대의 수와 같다. (각 복소수 자리는 복소켤레를 취할 수 있으므로, 두 번 중복해서 센다.)
대수적 수체 {\displaystyle K}는 대역체이므로, 다음과 같은 곱 공식(영어: product formula)이 성립한다.:185, Proposition III.1.3
{\displaystyle \prod _{v}|a|_{v}=1,\forall a\in K^{\times }}
여기서 {\displaystyle \textstyle \prod _{v}}는 {\displaystyle K}의 모든 자리에 대한 곱이며, {\displaystyle |-|_{v}}는 주어진 자리에 대응하는 정규화 절댓값이다. 또한, 위 곱에서 오직 유한 개의 항을 제외한 나머지는 모두 1이어서 곱이 잘 정의된다. 예를 들어, 유리수
{\displaystyle a=s\prod _{p}p^{n_{p}},\;s\in \{\pm 1\}}
의 경우
{\displaystyle |a|_{\infty }=\prod _{p}p^{n_{p}}}
{\displaystyle |a|_{p}=p^{-n_{p}}}
이므로
{\displaystyle |a|_{\infty }|a|_{2}|a|_{3}\cdots =\prod _{p}p^{n_{p}}\cdot \prod _{p}p^{-n_{p}}=1}
이다.

### 수체의 대수적 성질
가산 무한 체의 유한 확대이므로, 모든 대수적 수체는 가산 무한 집합이다.
모든 대수적 수체는 유리수체의 확대로서 다음 조건을 만족시킨다.
- 정의에 따라 유한 확대이며, 따라서 대수적 확대이다. 그 차수는 {\displaystyle r_{1}+2r_{2}}와 같다 ({\displaystyle r_{1}}은 실수 자리의 수, {\displaystyle r_{2}}는 복소수 자리의 수).
- 유리수체의 표수는 0이므로, 분해 가능 확대이다.

그러나 정규 확대(즉, 갈루아 확대)가 아닌 수체가 존재한다.
대수적 수체 {\displaystyle K}에 이산 위상을 주면, 그 덧셈군은 위상군을 이룬다. 이 경우, 그 폰트랴긴 쌍대군 {\displaystyle {\hat {K}}}는 다음과 같은 아델 환의 몫이다.
{\displaystyle {\hat {K}}\cong \mathbb {A} _{K}/K}

## 대수적 정수환의 덧셈 구조
대수적 수체 {\displaystyle K}의 대수적 정수환(代數的整數環, 영어: ring of algebraic integers) {\displaystyle {\mathcal {O}}_{K}}는 {\displaystyle \mathbb {Z} \subset K}의, {\displaystyle K} 속에서의 정수적 원소들의 환이다. 즉, 다음과 같다.
{\displaystyle {\mathcal {O}}_{K}=\{a\in K\colon \exists p(x)\in \mathbb {Z} [x]\colon p{\mbox{ is monic; }}p(a)=0\}}
이는 {\displaystyle K}의 부분환을 이룬다.
대수적 수체 {\displaystyle K}의 대수적 정수환은 모든 비아르키메데스 절댓값들에 대한 완비화들의 정수환(절댓값이 1 이하인 원소들의 집합)들의 교집합과 같다.:192
모든 대수적 수체 {\displaystyle K}의 대수적 정수환 {\displaystyle {\mathcal {O}}_{K}}은 크룰 차원이 1인 데데킨트 정역이다. 즉, 다음이 성립한다.
- {\displaystyle {\mathcal {O}}_{K}}는 정수적으로 닫힌 정역이다.
- {\displaystyle {\mathcal {O}}_{K}}는 뇌터 환이다.
- 0 이 아닌 모든 영이 아닌 소 아이디얼은 극대 아이디얼이다. 즉, 이 환의 크룰 차원은 1이다.

대수기하학적 관점에서는 그 스펙트럼을 취해 1차원 아핀 스킴으로 여길 수 있다.
모든 대수적 수체 {\displaystyle K}에서, 다음이 성립한다.
{\displaystyle {\mathcal {O}}_{K}\cap \mathbb {Q} =\mathbb {Z} }
{\displaystyle K=\operatorname {Frac} {\mathcal {O}}_{K}}
여기서 {\displaystyle \operatorname {Frac} }은 분수체를 뜻한다.

### 정수 기저
대수적 수체의 대수적 정수환 {\displaystyle {\mathcal {O}}_{K}}의 덧셈군은 유한 생성 자유 아벨 군이며, 그 계수는 {\displaystyle K/\mathbb {Q} }의 차수와 같다.
{\displaystyle \operatorname {rank} {\mathcal {O}}_{K}=[K:\mathbb {Q} ]=r_{1}(K)+2r_{2}(K)}
차수 n의 수체 {\displaystyle K}의 정수 기저(영어: integral basis)는 {\displaystyle {\mathcal {O}}_{K}}의 (자유 아벨 군으로서의) 기저 {\displaystyle \{b_{1},\dots ,b_{n}\}}이다. 따라서 {\displaystyle K}의 모든 대수적 정수들을
{\displaystyle \sum _{i=1}^{n}k_{i}b_{i}} ({\displaystyle k_{i}\in \mathbb {Z} })
로 유일하게 나타낼 수 있고, {\displaystyle K}의 모든 원소들을
{\displaystyle \sum _{i=1}^{n}r_{i}b_{i}} ({\displaystyle r_{i}\in \mathbb {Q} })
의 꼴로 유일하게 나타낼 수 있다.
일부 수체의 경우, 정수 기저가
{\displaystyle b_{i}=b_{1}^{i},\forall i=1,\dots ,r_{1}+2r_{2}}
가 되게 잡을 수 있다. 이러한 정수 기저를 거듭제곱 정수 기저(영어: power integral basis)라고 하고, 거듭제곱 정수 기저를 갖는 수체를 단일생성체(영어: monogenic field)라고 한다. 모든 이차 수체와 원분체는 단일생성체이지만, 3차 수체 가운데는 단일생성체가 아닌 체가 존재한다.

### 정칙 표현
{\displaystyle n}차 수체 {\displaystyle K}의 정수 기저 {\displaystyle v_{1},\dots ,v_{n}\subset {\mathcal {O}}_{K}}가 주어졌다고 하자. 그렇다면 K의 임의의 원소 x를 다음과 같이 나타낼 수 있다.
{\displaystyle xv_{i}=\sum a_{ij}v_{j}.}
따라서 x를 곱하는 연산을 유리수 계수 정사각 행렬
{\displaystyle X=(a_{ij})_{i,j=1,\dots ,n}}
로 나타낼 수 있으며, 이를 x의 기저 v1, ..., vn에 대한 정칙 표현(正則表現, 영어: regular representation)이라 한다. 행렬의 대각합이나 행렬식 및 고유 다항식 등의 불변량은 {\displaystyle x}가 무엇인지에 따라 결정되며, 기저에는 의존하지 않는다.
{\displaystyle X}의 고유 다항식
{\displaystyle \det(\lambda -X)=\lambda ^{n}+c_{1}\lambda ^{n-1}+\cdots +c_{n}}
은 {\displaystyle x}를 근으로 갖는 일계수 다항식이다. 이 경우, {\displaystyle X}의 대각합과 행렬식은 다음과 같다.
{\displaystyle \operatorname {tr} X=-c_{1}}
{\displaystyle \det X=(-1)^{n}c_{n}}
이 경우, {\displaystyle X}의 대각합은 {\displaystyle \operatorname {T} _{K/\mathbb {Q} }(x)}로 쓰고, {\displaystyle x}의 대각합이라고 한다. 마찬가지로, {\displaystyle X}의 행렬식은 {\displaystyle \operatorname {N} _{K/\mathbb {Q} }(x)}로 쓰고, {\displaystyle x}의 노름이라 한다.
대각합과 노름은 다음의 성질들을 따른다.
- (대각합의 선형성) {\displaystyle \operatorname {T} _{K/\mathbb {Q} }(ax+by)=a\operatorname {T} _{K/\mathbb {Q} }(x)+b\operatorname {T} _{K/\mathbb {Q} }(y)\qquad \forall x,y\in K,\;a,b\in \mathbb {Q} }
- (노름의 승법성) {\displaystyle \operatorname {N} _{K/\mathbb {Q} }(axy)=a^{n}\operatorname {N} _{K/\mathbb {Q} }(x)\operatorname {N} _{K/\mathbb {Q} }(y)\qquad \forall x,y\in K,\;a\in \mathbb {Q} }

### 판별식
수체의 판별식(判別式, 영어: discriminant)은 그 대수적 정수가 얼마나 빽빽히 존재하는지를 측정하는 불변량이다. 즉, 가역원 기준이 작을수록 수체는 더 많은 대수적 정수들을 갖는다. 구체적인 정의는 다음과 같다.
수체 {\displaystyle K}의 대수적 정수환 {\displaystyle {\mathcal {O}}_{K}}의 정수 기저 {\displaystyle \{b_{1},\dots ,b_{r}\}\subset O_{K}}를 고르자 ({\displaystyle r=r_{1}+2r_{2}}). {\displaystyle K}의 실수 자리와 복소수 자리들이 다음과 같다고 하자.
{\displaystyle \sigma _{1}^{\mathbb {R} },\dots ,\sigma _{r_{1}}^{\mathbb {R} }\colon K\hookrightarrow \mathbb {R} }
{\displaystyle \sigma _{1}^{\mathbb {C} },\dots ,\sigma _{r_{2}}^{\mathbb {C} }\colon K\hookrightarrow \mathbb {C} }
그렇다면 다음과 같은 {\displaystyle r\times r} 정사각 행렬을 정의할 수 있다.
{\displaystyle M={\begin{pmatrix}\sigma _{1}^{\mathbb {R} }(b_{1})&\cdots \sigma _{r_{1}}^{\mathbb {R} }(b_{1})&\sigma _{1}^{\mathbb {C} }(b_{1})&\cdots \sigma _{r_{2}}^{\mathbb {C} }(b_{1})&{\bar {\sigma }}_{1}(b_{1})&\cdots &{\bar {\sigma }}_{r_{2}}(b_{1})\\\vdots &&\vdots &&\vdots &&\vdots \\\sigma _{1}^{\mathbb {R} }(b_{r})&\cdots \sigma _{r_{1}}^{\mathbb {R} }(b_{r})&\sigma _{1}^{\mathbb {C} }(b_{r})&\cdots \sigma _{r_{2}}^{\mathbb {C} }(b_{r})&{\bar {\sigma }}_{1}(b_{r})&\cdots &{\bar {\sigma }}_{r_{2}}(b_{r})\\\end{pmatrix}}}
이 행렬의 행렬식의 제곱은 정수 기저나 자리들의 순서에 의존하지 않으며, 이를 {\displaystyle K}의 판별식 {\displaystyle \Delta _{K}}라고 한다.
{\displaystyle \Delta _{K}=(\det M)^{2}}
수체의 판별식 {\displaystyle \Delta _{K}}는 다음과 같은 성질을 가진다.
- 브릴 정리(영어: Brill’s theorem): 수체의 판별식의 부호는 {\displaystyle \operatorname {sgn} \Delta _{K}=(-1)^{r_{2}(K)}}이다. (판별식은 항상 0이 아니다.)
- 슈티켈베르거 정리(영어: Stickelberger’s theorem): 수체의 판별식은 4에 대한 나머지가 항상 0이나 1이다.
{\displaystyle \Delta _{K}\equiv 0,1{\pmod {4}}}
- 민코프스키 하한(영어: Minkowski’s bound): 다음과 같은 부등식이 성립한다. 여기서 {\displaystyle r=r_{1}+2r_{2}=[K:\mathbb {Q} ]}이다.
{\displaystyle {\sqrt {|\Delta _{K}|}}\geq {\frac {r^{r}}{r!}}\left({\frac {\pi }{4}}\right)^{r_{2}}}
- 민코프스키 정리(영어: Minkowski’s theorem): 유리수체가 아닌 수체의 판별식의 절댓값은 항상 2 이상이다. (유리수체의 판별식은 1이다.) 이는 민코프스키 하한으로부터 바로 유도된다.
{\displaystyle |\Delta _{K}|\geq 2\qquad (K\neq \mathbb {Q} )}
- 에르미트-민코프스키 정리(영어: Hermite–Minkowski theorem): 주어진 판별식을 가진 수체(의 동형류)의 수는 유한하다. 이 역시 민코프스키 하한으로부터 바로 유도된다.

## 대수적 정수환의 곱셈 구조

### 디리클레 가역원 정리
{\displaystyle K}에 속한 1의 거듭제곱근들로 구성된 근은 대수적 정수환의 꼬임 부분군이며, {\displaystyle \operatorname {Tors} ({\mathcal {O}}_{K}^{\times })}라고 하자. 이는 항상 유한 순환군이다. 즉, {\displaystyle K}에 속한 1의 거듭제곱근들의 수가 {\displaystyle w_{K}}라고 하면
{\displaystyle \operatorname {Tors} ({\mathcal {O}}_{K}^{\times })=\operatorname {Cyc} (w_{K})}이다.
디리클레 가역원 정리(Dirichlet可逆元定理, 영어: Dirichlet unit theorem)에 따르면, {\displaystyle K}의 대수적 정수환 {\displaystyle {\mathcal {O}}_{K}}의 가역원군 {\displaystyle {\mathcal {O}}_{K}^{\times }}은 유한 생성 아벨 군이며, 다음과 같은 꼴이다.
{\displaystyle {\mathcal {O}}_{K}^{\times }\cong \operatorname {Cyc} (w_{k})\oplus \mathbb {Z} ^{\oplus (r_{1}+r_{2}-1)}}
즉, 가역원군의 꼬임 부분군에 대한 몫군은 유한 생성 자유 아벨 군이며, 그 계수는 {\displaystyle r_{1}+r_{2}-1}이다. 예를 들어, 다음과 같다.
| 수체                                                                              | 가역원군                                              | 실수 자리 수 {\displaystyle r_{1}} | 복소수 자리 수 {\displaystyle r_{2}} | 가역원군의 크기 | 차수 |
| --------------------------------------------------------------------------------- | ----------------------------------------------------- | ---------------------------------- | ------------------------------------ | --------------- | ---- |
| {\displaystyle \mathbb {Q} }                                                      | {\displaystyle \{\pm 1\}}                             | 1                                  | 0                                    | 0               | 1    |
| {\displaystyle \mathbb {Q} ({\sqrt {d}})} ({\displaystyle d}는 양의 무제곱 정수)  |                                                       | 2                                  | 0                                    | 1               | 2    |
| {\displaystyle \mathbb {Q} ({\sqrt {-d}})} ({\displaystyle d}는 양의 무제곱 정수) |                                                       | 0                                  | 1                                    | 0               | 2    |
| {\displaystyle \mathbb {Q} (i)} (가우스 정수)                                     | {\displaystyle \{\pm 1,\pm i\}}                       | 0                                  | 1                                    | 0               | 2    |
| {\displaystyle \mathbb {Q} (\omega )/(\omega ^{2}+\omega +1)} (아이젠슈타인 정수) | {\displaystyle \{\pm 1,\pm \omega ,\pm \omega ^{2}\}} | 0                                  | 1                                    | 0               | 2    |

### 가역원 기준
수체의 가역원 기준(可逆元基準, 영어: regulator 레귤레이터[*])은 수체의 가역원이 얼마나 빽빽히 존재하는지를 측정하는 불변량이다. 즉, 가역원 기준이 작을수록 수체는 더 많은 가역원들을 가진다. 가역원 기준은 유수 공식에 등장한다. 구체적인 정의는 다음과 같다.
대수적 정수환 {\displaystyle {\mathcal {O}}_{K}}의 가역원군 {\displaystyle {\mathcal {O}}_{K}^{\times }}이 주어졌다고 하자. {\displaystyle K}에 속하는 1의 거듭제곱근들의 순환군 {\displaystyle \operatorname {Cyc} (m)=\{1,\zeta _{m},\zeta _{m}^{2},\dots \}}에 대한 몫군
{\displaystyle {\mathcal {O}}_{K}^{\times }/\operatorname {Cyc} (r)}
을 생각하자. 이 군의 생성원
{\displaystyle {\mathcal {O}}_{K}^{\times }/\operatorname {Cyc} (r)=\langle u_{1},\dots ,u_{r}\rangle }
을 고르자. 디리클레 가역원 정리에 따라서, {\displaystyle r=r_{1}(K)+r_{2}(K)-1}이다 ({\displaystyle r_{1}(K)}은 실수 자리의 수, {\displaystyle r_{2}(K)}는 복소수 자리의 수).
{\displaystyle K}의 실수 자리 및 복소수 자리들이 다음과 같다고 하자.
{\displaystyle \sigma _{1}^{\mathbb {R} },\dots ,\sigma _{r_{1}}^{\mathbb {R} }\colon K\hookrightarrow \mathbb {R} }
{\displaystyle \sigma _{1}^{\mathbb {C} },\dots ,\sigma _{r_{2}}^{\mathbb {C} }\colon K\hookrightarrow \mathbb {C} }
그렇다면 다음과 같은 {\displaystyle r\times (r+1)}행렬을 생각하자.
{\displaystyle M={\begin{pmatrix}\ln |\sigma _{1}^{\mathbb {R} }(u_{1})|&\cdots &\ln |\sigma _{r_{1}}^{\mathbb {R} }(u_{1})|&2\ln |\sigma _{1}^{\mathbb {C} }(u_{1})|&\cdots &2\ln |\sigma _{r_{2}}^{\mathbb {C} }(u_{1})|\\\vdots &&\vdots &\vdots &&\vdots \\\ln |\sigma _{1}^{\mathbb {R} }(u_{r})|&\cdots &\ln |\sigma _{r_{1}}^{\mathbb {R} }(u_{r})|&2\ln |\sigma _{1}^{\mathbb {C} }(u_{r})|&\cdots &2\ln |\sigma _{r_{2}}^{\mathbb {C} }(u_{r})|\\\end{pmatrix}}}
{\displaystyle M}의 임의의 행의 원소들의 합은 (가역원의 체 노름의 절댓값은 항상 1이므로) 0이다.
{\displaystyle \sum _{j}M_{i,j}=\ln \left|f_{1}(u_{i})\cdots f_{r_{1}}(u_{i})g_{1}(u_{i})^{2}\cdots g_{r_{2}}(u_{i})^{2}\right|=\ln |\operatorname {N} _{K/\mathbb {Q} }(u_{i})|=0\quad \forall i=1,\dots ,r}
{\displaystyle M}에서 임의의 한 열 {\displaystyle M_{-,j}}을 제거한 {\displaystyle r\times r} 정사각 행렬을 {\displaystyle M_{-,{\hat {j}}}}라고 하자. 각 행의 합이 0이므로, 행렬식 {\displaystyle \det M_{-,{\hat {j}}}}는 {\displaystyle j}에 의존하지 않으며, 또한 이는 생성원 {\displaystyle u_{i}}의 선택에 의존하지 않음을 보일 수 있다. 이를 {\displaystyle K}의 가역원 기준 {\displaystyle \operatorname {Reg} _{K}}라고 한다.
{\displaystyle \operatorname {Reg} _{K}=\det M_{-,{\hat {j}}}\quad \forall j=1,\dots ,r+1}

### 유일 인수 분해의 실패
대수적 수체의 정수환은 유일 인수 분해 정역이 아닐 수 있다. 대수적 수체는 데데킨트 정역이므로, 유일 인수 분해 정역인 수체는 항상 주 아이디얼 정역이다.
유일 인수 분해가 실패하는 수체의 경우, 아이디얼 유군 {\displaystyle H_{K}} 및 그 크기인 유수(類數) {\displaystyle h_{K}=|H_{K}|}를 정의할 수 있다. 대수적 수체의 아이디얼 유군은 항상 유한군이며, 유수는 데데킨트 제타 함수의 유수(留數)로부터 유수 공식을 통해 계산할 수 있다.

### 분기화
대수기하학적으로, 포함 관계 {\displaystyle \mathbb {Z} \hookrightarrow {\mathcal {O}}_{K}}는 반대로 스킴 사상 {\displaystyle \operatorname {Spec} {\mathcal {O}}_{K}\twoheadrightarrow \operatorname {Spec} \mathbb {Z} }을 정의한다. 즉, 대수적 수체의 대수적 정수환은 정수환의 스펙트럼의 (분기) 피복 공간으로 볼 수 있다. 이 경우, 분기화(영어: ramification)가 나타날 수 있다. 즉, 유리정수환에서의 소수로 생성되는 주 아이디얼이 대수적 정수환에서는 소 아이디얼이 아니어 인수 분해가 존재할 수 있다.
수체 {\displaystyle K/\mathbb {Q} } 및 소수 {\displaystyle p\in \mathbb {Z} ^{+}}가 주어졌을 때, {\displaystyle p}로 생성되는 주 아이디얼은 {\displaystyle {\mathcal {O}}_{K}}에서 다음과 같이 소 아이디얼들의 곱으로 인수 분해된다.
{\displaystyle (p)={\mathfrak {p}}_{1}^{e_{1}}{\mathfrak {p}}_{2}^{e_{2}}\dotsb {\mathfrak {p}}_{k}^{e_{k}}}
여기서 {\displaystyle e_{i}}를 {\displaystyle K}의 {\displaystyle {\mathfrak {p}}_{i}}에서의 분기 지표(영어: ramification index)라고 한다.
이 경우, {\displaystyle p}는 다음과 같이 세 가지로 분류된다.
- 만약 {\displaystyle e_{i}>1}인 {\displaystyle {\mathfrak {p}}_{i}}가 존재한다면, {\displaystyle p}는 분기화된다(영어: ramified).
- 만약 모든 {\displaystyle e_{i}=1}이라면, {\displaystyle p}는 분기화되지 않는다(영어: unramified)
  - 만약 {\displaystyle k=1}이라면, {\displaystyle p}는 분해되지 않는다(영어: unsplit).
  - 만약 {\displaystyle k>1}이지만 {\displaystyle e_{1}=e_{2}=\dots =e_{k}=1}이라면, {\displaystyle p}는 (다른 소수들의 곱으로) 분해된다(영어: split).

수체 {\displaystyle K/\mathbb {Q} }에서, 다음 세 조건이 서로 동치이다.
- 소수 {\displaystyle p}는 분기화된다.
- {\displaystyle {\mathcal {O}}_{K}/(p)=\prod _{i}{\mathcal {O}}_{K}/{\mathfrak {p}}_{i}^{e_{i}}}는 0이 아닌 멱영원을 갖는다. (중국인의 나머지 정리)
- {\displaystyle p\mid \Delta _{K}}. 여기서 {\displaystyle \Delta _{K}}는 {\displaystyle K}의 판별식이다.

판별식의 소인수의 수는 유한하므로, 따라서 오직 유한 개의 소수만이 분기화된다.
대수기하학적으로, 포함 관계 {\displaystyle \mathbb {Z} \hookrightarrow {\mathcal {O}}_{K}}는 반대로 스킴 사상 {\displaystyle \operatorname {Spec} {\mathcal {O}}_{K}\twoheadrightarrow \operatorname {Spec} \mathbb {Z} }을 정의한다. 즉, 대수적 수체의 대수적 정수환은 정수환의 스펙트럼의 (분기) 피복 공간으로 볼 수 있다. 이 경우, 분기화(영어: ramification)가 나타날 수 있다. 즉, 유리정수환에서의 소수로 생성되는 주 아이디얼이 대수적 정수환에서는 소 아이디얼이 아니어 인수 분해가 존재할 수 있다.

## 수체의 기타 불변량
위에 정의된 불변량 (차수, 실수 및 복소수 자리의 수, 판별식, 가역원 기준, 아이디얼 유군 등) 밖에도, 수체 {\displaystyle K}에 대응되는 주요 불변량들은 다음이 있다.
- {\displaystyle K}의 종수체(영어: genus field) {\displaystyle G/K}. 이는 {\displaystyle K}의 아벨 확대이다. 그 갈루아 군은 종수군(영어: genus group)이라고 하며, 종수체의 차수는 종수(영어: genus) {\displaystyle g(K)=[G:K]}라고 한다. 이는 양의 정수이며, 대수 곡선의 종수와 유사한 성질을 보인다.
- {\displaystyle K}의 힐베르트 유체(영어: Hilbert class field) {\displaystyle E/K}. 이 역시 {\displaystyle K}의 아벨 확대이다. {\displaystyle E/K}의 갈루아 군은 {\displaystyle K}의 아이디얼 유군과 같다.
- {\displaystyle K}의 데데킨트 제타 함수 {\displaystyle \zeta _{K}(s)}. 이는 유리형 함수이며, 다른 불변량들에 대한 다양한 정보를 담고 있다.
- 아델 환 {\displaystyle \mathbb {A} _{K}}. 이는 위상환을 이룬다. 그 가역원군은 이델 군이라고 한다. 이들은 유체론에 자주 등장한다.

## 예
다음과 같은 예들이 있다.
- 유리수체 {\displaystyle \mathbb {Q} }
- 이차 수체
- 원분체
- {\displaystyle \mathbb {Q} ({\sqrt[{3}]{2}})}는 정규 확대가 아닌 수체이다. 이는 {\displaystyle x^{3}-2}의 3개의 근 가운데 한 개만을 포함하기 때문이다.
- {\displaystyle x^{3}-x^{2}-2x-8}의 한 근으로 생성되는 수체는 단일생성체가 아닌 3차 수체이다.

### 유리수체
유리수체 {\displaystyle \mathbb {Q} }는 자명한 대수적 수체이다. 이는 차수가 1인 유일한 수체이다.
오스트롭스키 정리(영어: Ostrowski’s theorem)에 따르면, 유리수체 {\displaystyle \mathbb {Q} }는 다음과 같은 자리들을 가진다.
- 자명한 자리
{\displaystyle |x|={\begin{cases}0&x=0\\1&x\neq 0\end{cases}}}
- 표준 자리 (통상적인 절댓값)
- 소수 p에 대하여, p진 자리
{\displaystyle {\begin{cases}|0|&=0\\|p^{n}a/b|_{p}=p^{-n}\end{cases}}}
({\displaystyle a,b,p}는 서로소)

특히, {\displaystyle \mathbb {Q} }는 실수 자리 1개와 복소수 자리 0개를 갖는다.
{\displaystyle r_{1}(\mathbb {Q} )=1}
{\displaystyle r_{2}(\mathbb {Q} )=0}
유리수체의 대수적 정수환은 정수환 {\displaystyle \mathbb {Z} }이며, 이는 주 아이디얼 정역이다. 다시 말해, 유리수체의 대수적 정수환에서는 유일 인수 분해가 성립하며, 그 아이디얼 유군은 자명군이며, 그 유수는 1이다.
유리수체에서 체 대각합과 체 노름은 항등 함수이다.
{\displaystyle \operatorname {T} _{\mathbb {Q} /\mathbb {Q} }(x)=\operatorname {N} _{\mathbb {Q} /\mathbb {Q} }(x)=x}
유리수체의 대수적 정수환 {\displaystyle \mathbb {Z} }의 정수 기저는 {\displaystyle \{1\}}을 고를 수 있다. 이는 자명하게 거듭제곱 정수 기저를 이루며, 따라서 유리수체는 자명하게 단일생성체를 이룬다. 유리수체의 판별식은 다음과 같이 자명하게 1이며, 민코프스키 하한에 따라서 판별식이 1인 유일한 수체이다.
{\displaystyle \Delta _{\mathbb {Q} }=\left(\det {\begin{pmatrix}1\end{pmatrix}}\right)^{2}=1}
유리수체의 대수적 정수환의 가역원군은 {\displaystyle \{\pm 1\}}이며, 이는 1의 거듭제곱근으로만 구성된다. 즉, 디리클레 가역원 정리가 자명하게 성립한다. 유리수체의 가역원 기준은 (0×0 행렬의 행렬식이므로) 1이다.
{\displaystyle \operatorname {Reg} _{\mathbb {Q} }=1}
유리수체의 데데킨트 제타 함수는 리만 제타 함수 {\displaystyle \zeta (s)}이다. 리만 제타 함수의 {\displaystyle s=1}에서의 유수는 1이며, 이 경우 유수 공식은 다음과 같이 성립한다.
{\displaystyle 1={\frac {2^{r_{1}(\mathbb {Q} )}(2\pi )^{r_{2}(\mathbb {Q} )}h_{\mathbb {Q} }\operatorname {Reg} _{\mathbb {Q} }}{|\operatorname {Tors} ({\mathcal {O}}_{\mathbb {Q} }^{\times })|{\sqrt {|\Delta _{\mathbb {Q} }|}}}}={\frac {2^{1}\cdot (2\pi )^{0}\cdot 1\cdot 1}{2\cdot {\sqrt {|1|}}}}=1}

### 이차 수체
제곱 인수가 없는 정수 {\displaystyle d}에 대하여, 이차 수체
{\displaystyle \mathbb {Q} ({\sqrt {d}})=\mathbb {Q} +{\sqrt {d}}\mathbb {Q} =\mathbb {Q} [x]/(x^{2}-d)}
를 정의할 수 있다. 이는 유리수체의 2차 확대이다. 이 경우, {\displaystyle d}가 양수일 경우 실수 이차 수체, 음수일 경우 허수 이차 수체라고 한다. 특수한 예로, 가우스 유리수체 {\displaystyle \mathbb {Q} (i)=\mathbb {Q} +i\mathbb {Q} =\mathbb {Q} [x]/(x^{2}-1)}가 있다. 다른 예로, {\displaystyle \mathbb {Q} ({\sqrt {-5}})}는 그 대수적 정수환이 유일 인수 분해 정역이 아닌 이차 수체이다. 예를 들어, {\displaystyle 6=2\cdot 3=(1+{\sqrt {-}}5)(1-{\sqrt {-}}5)}이다.
기저를 {\displaystyle \{1,{\sqrt {d}}\}}로 잡으면, 각 원소
{\displaystyle a+b{\sqrt {d}}\in \mathbb {Q} ({\sqrt {d}})}
는 다음과 같은 2×2 정사각 행렬로 적을 수 있다.
{\displaystyle a+b{\sqrt {d}}\mapsto {\begin{pmatrix}a&db\\b&a\end{pmatrix}}}
이 경우 대각합과 노름은 다음과 같다.
{\displaystyle T(a+b{\sqrt {d}})=2a}
{\displaystyle N(a+b{\sqrt {d}})=a^{2}-db^{2}}
이차 수체의 판별식은 다음과 같다. 제곱 없는 정수 {\displaystyle d}에 대하여,
{\displaystyle \Delta _{\mathbb {Q} ({\sqrt {d}})}={\begin{cases}d&d\equiv 1{\pmod {4}}\\4d&d\equiv 2,3{\pmod {4}}\end{cases}}}
이다. 이차 수체의 판별식과 같은 정수를 기본 판별식(영어: fundamental discriminant)이라고 한다. 양의 기본 판별식들은 다음과 같다.
1, 5, 8, 12, 13, 17, 21, 24, … (OEIS의 수열 A003658)
음의 기본 판별식들은 다음과 같다.
−3, −4, −7, −8, −11, −15, −19, −20, … (OEIS의 수열 A003657)

### 원분체
원분체는 유리수체에 1의 거듭제곱근 {\displaystyle \zeta _{n}}을 추가하여 정의한다.
{\displaystyle \mathbb {Q} (\zeta _{n})=\mathbb {Q} [x]/(x^{n}-1)}
특수한 예로, 아이젠슈타인 유리수 {\displaystyle \mathbb {Q} (\zeta _{3})=\mathbb {Q} +\mathbb {Q} (\zeta _{3})}가 있다.
{\displaystyle n>2}일 때, 원분체 {\displaystyle \mathbb {Q} (\zeta _{n})}의 판별식은 다음과 같다.
{\displaystyle \Delta _{\mathbb {Q} (\zeta _{n})}=(-1)^{\varphi (n)/2}n^{\varphi (n)}\prod _{p|n}p^{-\varphi (n)/(p-1)}}
여기서
- {\displaystyle \varphi (n)}은 오일러 피 함수이다.
- {\displaystyle \prod _{p|n}}은 {\displaystyle n}의 소인수들에 대한 곱이다.

### 대수적 수체가 아닌 확대
다음과 같은 체의 확대들은 대수적 수체가 아니다.
- {\displaystyle \mathbb {Q} (\pi )/\mathbb {Q} }는 초월 확대이므로 수체가 아니다.
- {\displaystyle \mathbb {R} /\mathbb {Q} }나 {\displaystyle \mathbb {C} /\mathbb {Q} } 역시 초월 확대이므로 수체가 아니다.
- {\displaystyle \mathbb {Q} (x)/\mathbb {Q} } 역시 초월 확대이므로 수체가 아니다.
- 대수적 수의 체를 {\displaystyle {\bar {\mathbb {Q} }}}라고 하자. {\displaystyle {\bar {\mathbb {Q} }}/\mathbb {Q} }는 대수적 확대이지만, 무한 차수의 확대이므로 수체가 아니다.
- {\displaystyle \mathbb {C} /\mathbb {R} }는 유리수체의 확대가 아니므로 수체가 아니다.

## 같이 보기
- 국소체
- 대역체
- 아델 환
- 하세-민코프스키 정리
- 버치-스위너턴다이어 추측

## 참고 문헌
1. ↑  Neukirch, Jürgen (1999). 《Algebraic number theory》. Grundlehren der mathematischen Wissenschaften (영어) 322. Norbert Schappacher 역. Springer. doi:10.1007/978-3-662-03983-0. ISBN 978-3-540-65399-8. ISSN 0072-7830. MR 1697859. Zbl 0956.11021.
2. ↑  Cassels, J.W.S. (1986). 《Local fields》. London Mathematical Society Student Texts (영어) 3. Cambridge University Press. ISBN 0-521-31525-5. Zbl 0595.12006.

- Lang, Serge (1994). 《Algebraic number theory》. Graduate Texts in Mathematics (영어) 110 2판. New York: Springer. ISBN 978-0-387-94225-4. MR 1282723.
- Ireland, Kenneth; Michael Rosen (1990). 《A classical introduction to modern number theory》. Graduate Texts in Mathematics (영어) 84 2판. Springer. doi:10.1007/978-1-4757-2103-4. ISSN 0072-5285.